# Ufťuga (přítok Suchony)
Ufťuga (rusky Уфтюга) je řeka ve Vologdské oblasti s prameny v Archangelské oblasti v Rusku. Je 134 km dlouhá. Povodí má rozlohu 2360 km².

## Průběh toku
Ústí zleva do Suchony (povodí Severní Dviny).

## Vodní stav
Průměrný průtok vody činí 21,8 m³/s.

## Využití
Řeka je splavná pro vodáky.